# Svetlana Bogdanova
Pour les articles homonymes, voir Bogdanova.
Svetlana Vladimirovna Bogdanova, en russe : Светлана Владимировна Богданова, née le 12 juillet 1964 à Sverdlovsk en RSFS de Russie (aujourd'hui Iekaterinbourg en Russie), est une handballeuse internationale soviétique puis russe évoluant au poste de gardienne de but.

## Palmarès

### Club
Compétitions internationales
- Ligue des champions
  - Vainqueur en 1997 avec Mar Valencia
  - Finaliste en 1998
- Coupe de l'EHF
  - Vainqueur en 2000 avec Ferrobús Mislata
- Supercoupe d'Europe
  - Vainqueur en 1997 avec Mar Valencia

Compétitions nationales
- Championnat d'Espagne (2) : 1997, 1998
- Coupe d'Espagne (4) : 1997, 1998, 1999, 2001

### Sélection nationale
- Jeux olympiques
  -  médaille de bronze aux Jeux olympiques de 1992[1]
- Championnat du monde
  -  vainqueur du Championnat du monde 1990[2], avec  Union soviétique
  -  vainqueur du Championnat du monde 2001